# Milijana Maganjić
Milijana Maganjić je bivša hrvatska košarkašica, članica hrvatske košarkaške reprezentacije.

## Karijera

### Reprezentacija
Sudjelovala je na EP 1999. godine.
Sudjelovala je na završnom turniru europskog prvenstva 2007. godine.